# 栃木乳業
栃木乳業株式会社（とちぎにゅうぎょう）は栃木県栃木市にある乳製品・飲料メーカー。自社ブランド商品の他、中沢乳業（東京都港区）の製品（生クリーム）や、近隣の零細乳業者の牛乳のOEM生産を行う。

## 自社ブランド商品
- 栃木3.5牛乳
- 栃木エリート牛乳
- 栃木コーヒー
- 栃木りんご
- 栃木オレンジ
- 関東・栃木レモン -　廃業した老舗乳製品メーカー「関東牛乳（宇都宮市）」が、かつて製造していた「関東レモン」の製造を継承
- 関東・栃木イチゴ
- 蔵の街のむヨーグルト